# Consórcio Público de Saúde da Microrregião de Itapipoca
O Consórcio Público de Saúde da Microrregião de Itapipoca (CPSMIT) é um consórcio intermunicipal de saúde formado pelos municípios de Amontada, Itapipoca, Miraíma, Trairí, Tururu, Umirim e Uruburetama. É mantido com Recursos Públicos dos Municípios participantes e ainda com recurso do Governo do Estado do Ceará   sendo incorporado como ponto de atenção no Sistema Único de Saúde (SUS). Portanto, a população de 272.517 habitantes dos 7 municípios da Região de Saúde de Itapipoca é beneficiada com esse serviço de forma gratuita.

## Instalações
Conta com uma policlínica e um Centro de Especialidades Odontológicas o CEO-R Itapipoca.
A policlínica Dr. Francisco Pinheiro Alves localiza-se na Av. Anastácio Braga, 2405 e oferta atendimento nas áreas de oftalmologia, ginecologia e obstetrícia, clínica médica, otorrinolaringologia, cardiologia, mastologia, cirurgia geral, gastroenterologia, urologia e traumatologia com serviços técnicos de enfermagem, farmácia clínica, fisioterapia, assistência social, terapia ocupacional, fonoaudiologia, nutrição e psicologia.
Já o CEO-R Itapipoca localiza-se na Av. Esaú Alves Aguair, S/N e oferta gratuitamente atendimento especializado em odontologia para a população dos municípios que compõem a 6ª CRES (Amontada, Itapipoca, Miraíma, Trairi, Tururu, Umirim e Uruburetama). O CEO-R Itapipoca está estruturado com uma clínica integrada, destinada ao atendimento das especialidades de endodontia, prótese, dor orofacial, periodontia e ortodontia, e mais dois consultórios odontológicos destinados aos atendimentos de cirurgia oral menor e pacientes com necessidades especiais. Além dessas especialidades, o CEO Regional de Itapipoca possui um Serviço de Apoio Diagnóstico Terapêutico onde são realizadas radiografias panorâmicas, cefalométricas e periapicais através de aparelhos de radiografia digitais.